# BinckBank Tour 2018
De 14e editie van de BinckBank Tour werd verreden tussen 13 en 19 augustus 2018 in Nederland en België en behoorde tot de UCI World Tour 2018, wat betekent dat alle World Tour-ploegen startrecht/-plicht hadden.
Titelverdediger Tom Dumoulin verscheen niet aan de start. De nummers twee en drie van 2017, Tim Wellens en Jasper Stuyven, startten wel. Deze editie werd gewonnen door de Sloveen Matej Mohorič.

## Parcours
In de editie van 2018 werden er 7 etappes gereden. Twee etappes hadden start en finish in Nederland, vier in België en een etappe liep van België naar Nederland. De tweede etappe was een individuele tijdrit.

## Deelnemende ploegen
| 18 UCI World Tour-ploegen | 18 UCI World Tour-ploegen | 18 UCI World Tour-ploegen | 5 wildcards                  |
| ------------------------- | ------------------------- | ------------------------- | ---------------------------- |
| AG2R La Mondiale          | EF Education First-Drapac | Mitchelton-Scott          | Roompot-Nederlandse Loterij  |
| Astana                    | Groupama-FDJ              | Quick-Step Floors         | Sport Vlaanderen-Baloise     |
| Bahrein-Merida            | Team Katjoesja Alpecin    | Team Sky                  | Wanty-Groupe Gobert          |
| BMC Racing Team           | LottoNL-Jumbo             | Sunweb                    | Veranda's Willems-Crelan     |
| BORA-hansgrohe            | Lotto Soudal              | Trek-Segafredo            | WB-Aqua Protect-Veranclassic |
| Dimension Data            | Movistar                  | UAE Team Emirates         |                              |
|                           |                           |                           |                              |
|                           |                           |                           |                              |

## Etappe-overzicht
| Etappe | Datum       | Start                    | Finish         | Afstand  | Type                | Winnaar            |
| ------ | ----------- | ------------------------ | -------------- | -------- | ------------------- | ------------------ |
| 1e     | 13 augustus | Heerenveen               | Bolsward       | 173,3 km | Vlakke rit          | Fabio Jakobsen     |
| 2e     | 14 augustus | Venray                   | Venray         | 12,7 km  | Individuele tijdrit | Stefan Küng        |
| 3e     | 15 augustus | Aalter                   | Antwerpen      | 166 km   | Vlakke rit          | Taco van der Hoorn |
| 4e     | 16 augustus | Blankenberge             | Ardooie        | 166,5 km | Vlakke rit          | Jasper Stuyven     |
| 5e     | 17 augustus | Sint-Pieters-Leeuw       | Lanaken        | 209,2 km | Vlakke rit          | Magnus Cort        |
| 6e     | 18 augustus | Riemst                   | Sittard-Geleen | 182,2 km | Heuvelrit           | Gregor Mülhberger  |
| 7e     | 19 augustus | Meren van de Eau d'Heure | Geraardsbergen | 209,5 km | Heuvelrit           | Michael Matthews   |

## Klassementenverloop
| Etappe | Algemeen klassement | Puntenklassement | Strijdlustklassement |
| 1      | Fabio Jakobsen      | Fabio Jakobsen   | Dries De Bondt       |
| 2      | Stefan Küng         | Stefan Küng      | Dries De Bondt       |
| 3      | Matej Mohorič       | Fabio Jakobsen   | Dries De Bondt       |
| 4      | Matej Mohorič       | Caleb Ewan       | Elmar Reinders       |
| 5      | Matej Mohorič       | Caleb Ewan       | Dries De Bondt       |
| 6      | Matej Mohorič       | Caleb Ewan       | Dries De Bondt       |
| 7      | Matej Mohorič       | Zdeněk Štybar    | Elmar Reinders       |

## Eindklassementen
| Plaats           | Naam                  | Ploeg             | Tijd      |
| ---------------- | --------------------- | ----------------- | --------- |
| Lichtgroene trui | Matej Mohorič         | Bahrain-Merida    | 25u13'01" |
| 2                | Michael Matthews      | Team Sunweb       | +5"       |
| 3                | Tim Wellens           | Lotto Soudal      | +20"      |
| 4                | Maximilian Schachmann | Quick-Step Floors | +25"      |
| 5                | Dylan van Baarle      | Team Sky          | +34"      |
| 6                | Greg Van Avermaet     | BMC Racing Team   | +37"      |
| 7                | Søren Kragh Andersen  | Team Sunweb       | +39"      |
| 8                | Gregor Mühlberger     | BORA-hansgrohe    | +43"      |
| 9                | Niki Terpstra         | Quick-Step Floors | z.t.      |
| 10               | Jasper Stuyven        | Trek-Segafredo    | +50"      |

| Plaats    | Naam                  | Ploeg             | Punten |
| --------- | --------------------- | ----------------- | ------ |
| Rode trui | Zdeněk Štybar         | Quick-Step Floors | 66     |
| 2         | Caleb Ewan            | Mitchelton-Scott  | 64     |
| 3         | Maximilian Schachmann | Quick-Step Floors | 51     |

| Plaats      | Naam             | Ploeg                       | Punten |
| ----------- | ---------------- | --------------------------- | ------ |
| Zwarte trui | Elmar Reinders   | Roompot-Nederlandse Loterij | 58     |
| 2           | Thomas Sprengers | Sport Vlaanderen-Baloise    | 34     |
| 3           | Jonas Rickaert   | Sport Vlaanderen-Baloise    | 29     |